# Comarca de São Gabriel do Oeste
A Comarca de São Gabriel do Oeste é uma comarca brasileira localizada no município de São Gabriel do Oeste, no estado de Mato Grosso do Sul, a 150 quilômetros da capital.

## Generalidades
Sendo uma comarca de segunda entrância, tem uma superfície total de 3864,8 km², o que totaliza 1% da superfície total do estado. A povoação total da comarca é de 22 mil habitantes, aproximadamente 1% do total da povoação estadual, e a densidade de povoação é de 7,3 habitantes por km².
A comarca inclui apenas o município de São Gabriel do Oeste. Limita-se com as comarcas de Coxim, Rio Verde de Mato Grosso, Rio Negro, Bandeirantes e Camapuã.
Economicamente possui PIB de R$ 623 370 000,00 e PIB per capita de R$ 28 125,33.